# Harry van Leeuwen

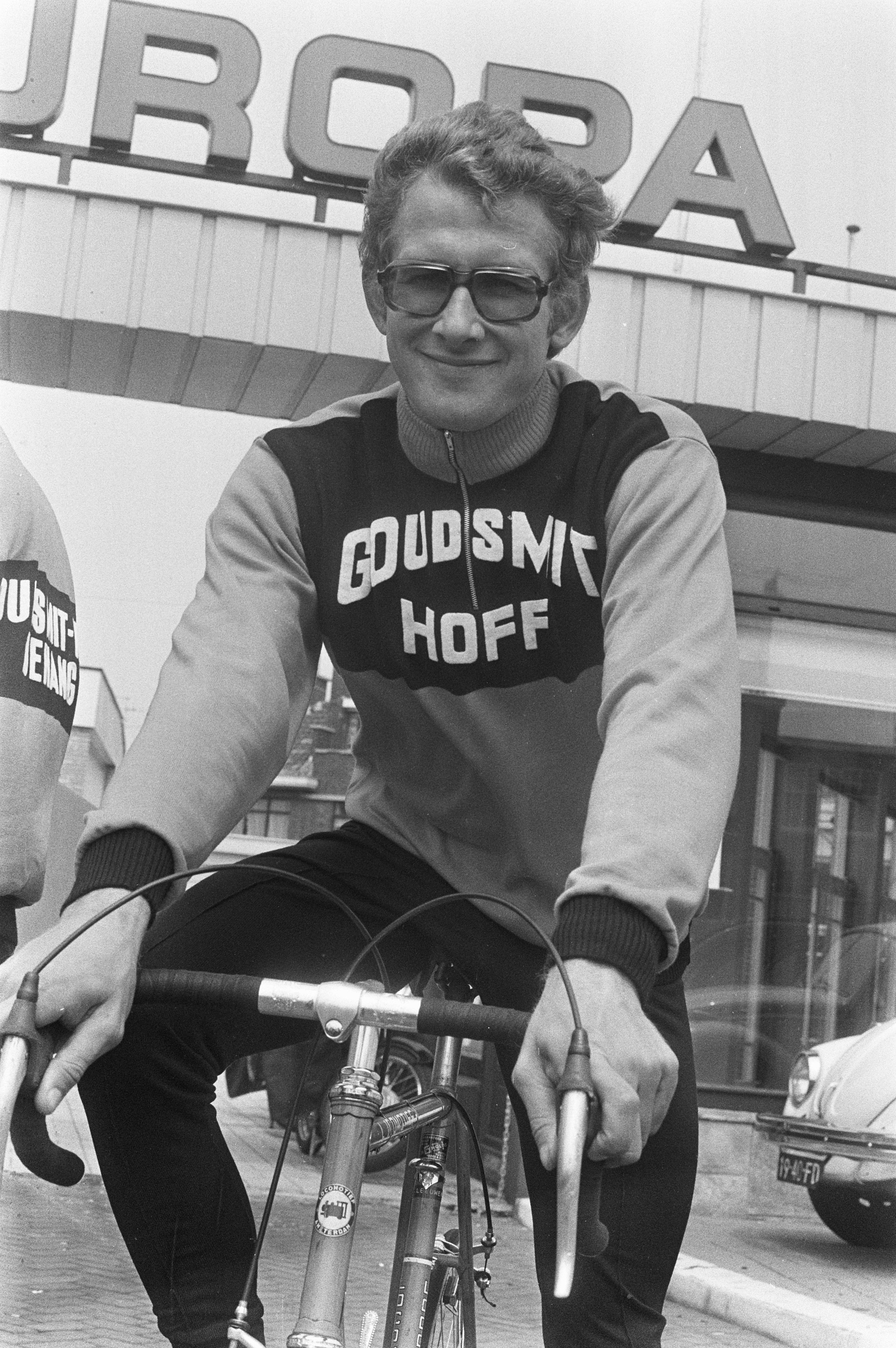
Harry van Leeuwen

Harry van Leeuwen (* 29. Juli 1945 in Den Haag; † 31. Dezember 2009 in Almere) war ein niederländischer Radrennfahrer. 

## Sportliche Laufbahn
Harry van Leeuwen war von 1970 bis 1975 Berufsfahrer. Er hatte seinen ersten Vertrag mit dem Radsportteam Flandria-Mars, seine Rolle war in allen seinen Teams die des Domestiken. Seinen größten Erfolg hatte er 1971 mit dem Sieg in der Elfstedenronde vor Eddy Verstaeten. 1972 fuhr er die Tour de France, er beendete das Rennen vorzeitig. 1973 kam er in dem Etappenrennen auf den 70. Rang.
Im Bahnradsport bestritt er einige Sechstagerennen und fuhr auch Steherrennen. 1974 wurde er Dritter der nationalen Meisterschaft, als Cees Stam den Titel gewann. Daraufhin wurde er für die UCI-Bahn-Weltmeisterschaften nominiert.